# Cecil Higgs
Pour les articles homonymes, voir Higgs.
Cecil Higgs (Thaba 'Nchu, État libre d'Orange, 1898 - Le Cap, Cap-Occidental, 16 juin 1986) est une artiste sud-africaine qui peint des portraits, des natures mortes et des paysages marins. Elle fait partie des peintres majeurs des artistes sud-africains. 

## Biographie
Sa date de naissance est incertaine et varie selon les sources. Elle est née en juin 1898 ou le 28 juillet 1900 à Thaba 'Nchu, en Afrique du Sud. Elle est le troisième enfant et deuxième fille d'une fratrie de cinq. En 1912, son père décède à l'âge de 50 ans. En 1916, Higgs devint pensionnaire au Wesleyan Girls 'High School (aujourd'hui Kingswood College) à Grahamstown. Son frère aîné, Clément Jr. est tué en 1916 pendant la Première Guerre mondiale. Higgs est brièvement inscrite à la Grahamstown School of Art  en 1918 mais doit stopper en raison de l'épidémie de grippe espagnole. 
En 1920, elle s'installe en Angleterre et reste à l'étranger pendant 13 ans. Elle se forme à Londres à la Byam Shaw School of Art (en), de l'Université Goldsmiths et, à partir de 1926, à la Royal Academy of Arts. Elle étudiera également aux côtés d'André Lhote. Mais en 1933, elle est finalement rappelée en Afrique du Sud en raison de la maladie de sa mère qui décède l'année suivante. 
Higgs tient sa première exposition solo dans le Hall des Sciences Domestiques de l'Université de Stellenbosch en 1935 et rencontre le peintre Wolf Kibel (en) et le sculpteur Lippy Lipshitz (en). En 1938, elle organise une exposition conjointe avec René Graetz, Maggie Laubser et Lippy Lipshitz. En 1938, elle retourne à Paris, mais elle doit en repartir en raison de la Seconde Guerre mondiale. Higgs se joint au New Group (en) qui se révolte contre les formes d'art traditionnelles. Leurs travaux seront mal perçus et recevront même de l'hostilité. En 1939, Higgs se lie d'amitié avec le peintre anglais John Dronsfield, amitié qui durera toute leur vie. Elle expose souvent ses toiles avec les œuvres de Dronsfield et Lipshitz. En 1943, elle quitte le New Group et en 1946, elle finit par s'installer à Sea Point. L'influence de la mer sur ses peintures lui vaudra d'être étiquetée peintre spécialisée dans les toiles marines. En 1964, elle fait construire une maison à Vermont dans le Cap-Occidental. La maison est proche de la plage et Higgs continue de peindre ses toiles marines. Dans les années 1970, elle utilise pour la première fois un microscope. Cela change sa vision des différents éléments et elle crée sa série de travaux qu'elle appelle les « Close-Ups ». 
En 1984, Higgs découvre être atteinte de la maladie d'Alzheimer. Elle déménage au Protea Park Nursing Home où elle décède le 6 ou 16 juin 1986. Elle ne s'est jamais mariée. 

## Distinctions
En 1963, Higgs reçoit la médaille d'or de l'Académie sud-africaine des sciences et des arts,. 

## Dans les collections publiques
Cecil Higgs a exposé ses toiles dans le monde entier et ses œuvres sont visibles dans de nombreux musées et galeries d'art : 
- Iziko South African National Gallery (en) à Le Cap ;
- Johannesburg Art Gallery à Johannesbourg ;
- Pretoria Art Museum (en) à Pretoria ;
- William Humphreys Art Gallery (en) à Kimberley ;
- Durban Art Gallery (en) à Durban ;
- Tatham Art Gallery à Pietermaritzburg.